# South Pasadena (Kalifornia)
South Pasadena város az USA Kalifornia államában, Los Angeles megyében. Lakosainak száma 26 943 fő (2020. április 1.).

## Népesség
A település népességének változása:
| Lakosok száma | 623  | 25 619 | 26 943 |
|               | 1890 | 2010   | 2020   |